# Serrejón
Serrejón – gmina w Hiszpanii, w prowincji Cáceres, w Estramadurze, o powierzchni 124,15 km². W 2011 roku gmina liczyła 449 mieszkańców.